# Tino Kolitscher
Tino Kolitscher (* 14. April 1975 in Halle (Saale)) ist ein deutscher Behindertensportler.

## Werdegang
Tino Kolitscher stammt aus Halle an der Saale. Um Leistungssport zu betreiben, wurde er Mitglied des HRV Böllberg/Nelson. Zunächst versuchte er sich beim Basketball, dann in der Leichtathletik. Da seine Sehbehinderung sich immer mehr verschlechterte und schließlich zur Blindheit führte, konnte er diese Sportarten nicht mehr ausüben und wechselte deshalb zum Rudern. Innerhalb des Rudersportes ruderte er sowohl im Vierer mit Steuermann als auch im Doppelzweier.
Wegen seiner guten Ruderleistungen wurde er in die Deutsche Behindertenrudermannschaft berufen und bei internationalen Wettkämpfen eingesetzt. Er nahm an Ruderweltmeisterschaften und Paralympischen Spielen in seiner Startklasse LTA VI teil. Bei den Weltmeisterschaften  2014 wurde er im Vierer mit Steuermann Vierter und bei den Weltmeisterschaften 2015 Siebter.
Höhepunkt seiner Karriere war die Teilnahme an den Paralympischen Sommerspielen 2012. Bei diesen Spielen wurden er und die Mannschaft des deutschen Vierers Zweite und erlangten auf diese Weise die Silbermedaille. Kolitscher nahm auch an den Paralympischen Sommerspielen 2016 teil, konnte aber dort aber keine Medaille erringen und wurde Vierter.
Für diesen Erfolg wurden er mit der Ruder-Vierermannschaft am 7. November 2012 von Bundespräsident Joachim Gauck mit dem Silbernen Lorbeerblatt ausgezeichnet.